# Yannick Mulle-Sahlgren
Yannick Mulle-Sahlgren oder stimulletion, eigentlich Yannick Mulle (* 28. März 1995 in Luzern), ist ein schweizerisch-finnischer Schauspieler, Sprecher und Musiker.

## Leben
Mulle-Sahlgrens Vorfahren kommen aus der Schweiz, Finnland und den Vereinigten Staaten. Er wuchs in der Gemeinde Meggen, im Kanton Luzern mit einem jüngeren Bruder auf. Er besuchte die Kantonsschule Alpenquai Luzern. Nebenbei bekam er Schlagzeug- und Percussionsunterricht. Nach Abschluss der Schulzeit und des obligatorischen Militär- und Zivildienstes begann er 2017 ein Studium an der European Film Actor School (EFAS) in Zürich, das er 2020 abschloss. Während des Studiums wirkte er in ersten Kurzfilmen, Theaterstücken und Werbungen mit und bekam erste Sprecherjobs.
Neben seiner Karriere als Schauspieler ist Mulle-Sahlgren auch als Musiker tätig.

## Filmografie
- 2017–: The unknown (Shortseries)
- 2019: Weiter so! (Kurzfilm)
- 2019: Zwei Herzen, Eine Seele
- 2020: KYSA (Kurzfilm)

## Theater
- 2018: Die Möwe (EFAS) als Treplev
- 2018: Freunde in der Not (EFAS) als Colin
- 2019: Die Gerechten (EFAS) als Janek Goldberg
- 2020: Fräulein Julie (Zoom) als Jean

## Musik
Mit seinem Jugendfreund Yannic Ambach zusammen, gründete er 2014 die Band YaH NiC. Zu Beginn waren sie nur als Coverband unterwegs und spielten hauptsächlich Hits von Carlos Santana. Es gab ständig Wechsel in der Bandbesetzung, jedoch blieben die beiden Gründer immer in der Band. Anfang 2020 veröffentlichte YaH NiC ihr erstes Album, Only One Drink Ahead, mit der Vorab-Single Lovesick. Mit YaH NiC wirkte er auch an diversen Contests mit und gewann den Glücklichfestival Bandcontest, den Kleinen Prix Walo und belegte den dritten Rang an der Sprungfeder 2019.
Mitte 2020 löste sich die Band auf. Mulle-Sahlgren, Gitarrist Yannic Ambach und die Sängerin und Songwriterin Annalena Müller gründeten später in diesem Jahr die Band Gin & Tuiceday, in der er für Percussion und zweiten Gesang verantwortlich ist.
| Personendaten    | Personendaten                                               |
| ---------------- | ----------------------------------------------------------- |
| NAME             | Mulle-Sahlgren, Yannick                                     |
| ALTERNATIVNAMEN  | Stimulletion (Pseudonym); Mulle, Yannick (wirklicher Name)  |
| KURZBESCHREIBUNG | schweizerisch-finnischer Schauspieler, Sprecher und Musiker |
| GEBURTSDATUM     | 28. März 1995                                               |
| GEBURTSORT       | Luzern                                                      |